# James van Riemsdyk
James van Riemsdyk (* 4. Mai 1989 in Middletown Township, New Jersey) ist ein US-amerikanischer Eishockeyspieler, der seit Juli 2025 bei den Detroit Red Wings in der National Hockey League unter Vertrag steht. Zuvor war der linke Flügelstürmer sechs Jahre für die Toronto Maple Leafs und bereits zweimal für die Philadelphia Flyers aktiv, die ihn im NHL Entry Draft 2007 an zweiter Position ausgewählt hatten. Zudem lief er kurzzeitig für die Boston Bruins und Columbus Blue Jackets auf.

## Karriere

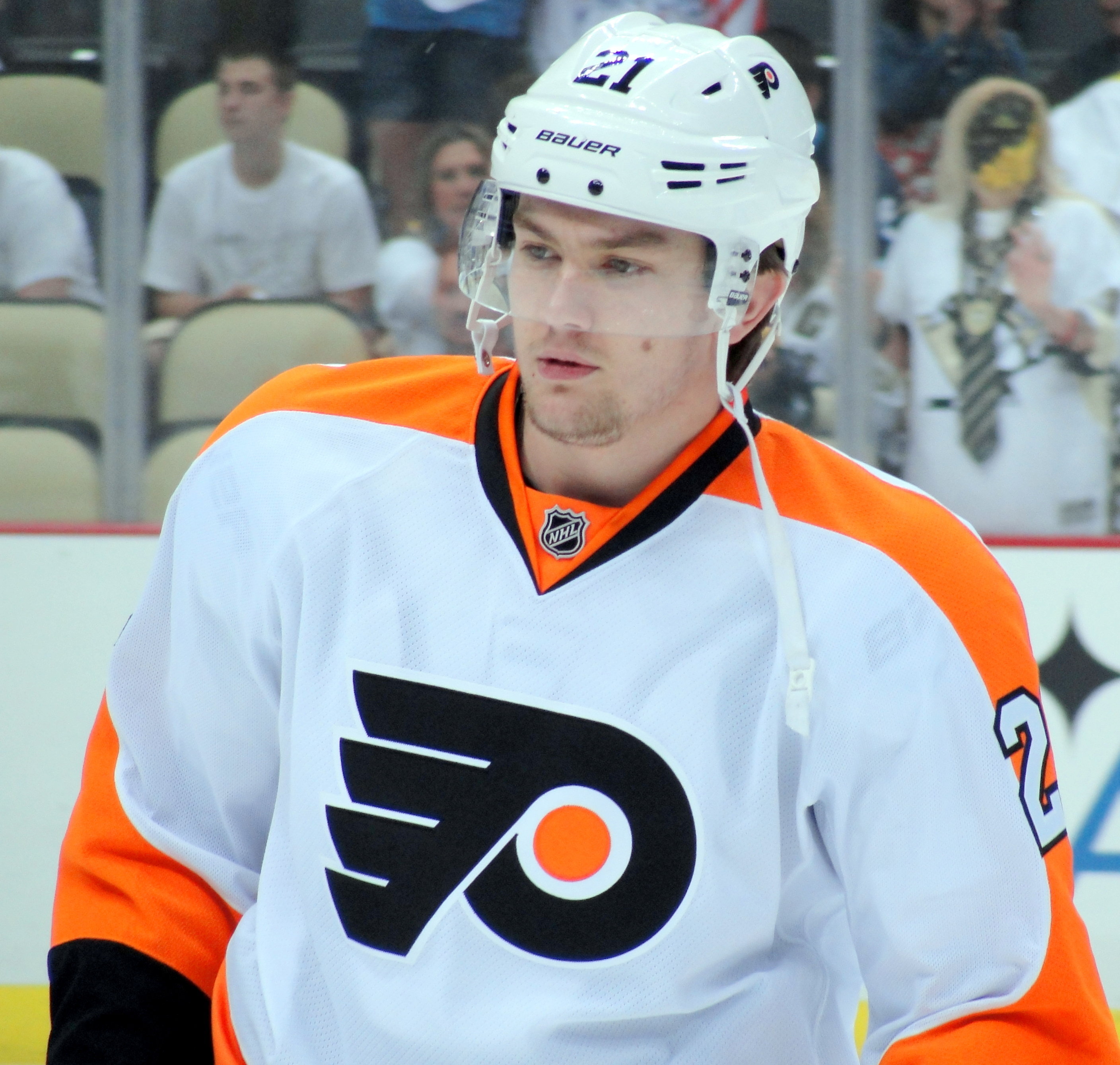
Van Riemsdyk im Trikot der Philadelphia Flyers (2012)

Van Riemsdyk spielte während seiner High-School-Zeit für die Christian Brothers Academy und den Brick Hockey Club, die beide im US-Bundesstaat New Jersey beheimatet waren. Zur Saison 2005/06 wechselte er ins USA Hockey National Team Development Program des US-amerikanischen Eishockeyverbandes, wo er die verschiedenen Juniorennationalmannschaften durchlief. Dadurch nahm er 2006 an der U18-Junioren-Weltmeisterschaft teil. Dort besiegten die US-Amerikaner, unter anderem auch mit den späteren Erstgewählten der NHL Entry Drafts 2006 und 2007 Erik Johnson und Patrick Kane, im Finale Finnland mit 3:1 und gewannen den Weltmeistertitel. Im darauffolgenden Jahr spielte van Riemsdyk sowohl bei der Weltmeisterschaft der U18-Junioren, bei der er die Silbermedaille gewann und sich mit seinem Teamkollegen Colin Wilson den Titel des Topscorers teilte, als auch bei der Weltmeisterschaft der U20-Junioren, wo er die Bronzemedaille gewann.
Im Sommer 2007 war der Flügelstürmer dann im NHL Entry Draft 2007 für die Franchises der National Hockey League verfügbar und wurde gleich nach seinem Teamkollegen Patrick Kane an zweiter Gesamtposition von den Philadelphia Flyers ausgewählt. Van Riemsdyk wurde jedoch nicht von den Flyers unter Vertrag genommen, woraufhin er an die University of New Hampshire ging. Dort spielt er neben seinem Studium für die Universitätsmannschaft in der National Collegiate Athletic Association. Zum Jahresende 2007 wurde er erneut in den Nationalkader für die U20-Junioren-Weltmeisterschaft 2008 berufen.
Zum Ende der Saison 2008/09 debütierte der Angreifer im Profibereich, als er elf Spiele für die Philadelphia Phantoms, das Farmteam der Flyers, in der American Hockey League absolvierte. Ab der folgenden Spielzeit kam er regelmäßig in der NHL zum Einsatz und erreichte mit Philadelphia in seiner ersten Saison direkt das Endspiel um den Stanley Cup in den Playoffs 2010, unterlag dort allerdings den Chicago Blackhawks. Nach nur knapp zweieinhalb Jahren gaben ihn die Flyers im Juni 2012 an die Toronto Maple Leafs ab und erhielten im Gegenzug Luke Schenn. Bei den Maple Leafs etablierte sich van Riemsdyk als regelmäßiger Torschütze, so erreichte er in der Spielzeit 2013/14 erstmals die Marke von 30 Treffern, bevor er diese Bestleistung in der Saison 2017/18 auf 36 Tore steigerte.
Nachdem die Maple Leafs seinen auslaufenden Vertrag nicht verlängert hatten, kehrte van Riemsdyk im Juli 2018 als Free Agent zu den Philadelphia Flyers zurück. Dort unterzeichnete er einen Fünfjahresvertrag, der ihm ein durchschnittliches Jahresgehalt von sieben Millionen US-Dollar einbringen soll. Nach Erfüllung dessen wechselte er im Juli 2023, ebenfalls als Free Agent, zu den Boston Bruins. In deren Trikot bestritt er im März 2024 seine insgesamt 1000. NHL-Partie der regulären Saison. Ebenfalls als Free Agent schloss er sich in weiterer Folge im September 2024 den Columbus Blue Jackets an. Im Juli 2025 wechselte er, abermals als Free Agent, zu den Detroit Red Wings.

## Erfolge und Auszeichnungen
- 2008 Hockey East All-Rookie Team
- 2009 Hockey East Second All-Star Team
- 2009 NHL-Rookie des Monats November
- 2021 NHL-Spieler des Monats Januar der East Division

### International
| - 2006 Silbermedaille bei der World U-17 Hockey Challenge - 2006 Goldmedaille bei der U18-Junioren-Weltmeisterschaft - 2007 Bronzemedaille bei der U20-Junioren-Weltmeisterschaft - 2007 Silbermedaille bei der U18-Junioren-Weltmeisterschaft - 2007 Topscorer der U18-Junioren-Weltmeisterschaft (gemeinsam mit Colin Wilson) | - 2007 Bester Stürmer der U18-Junioren-Weltmeisterschaft - 2007 All-Star-Team der U18-Junioren-Weltmeisterschaft - 2008 Topscorer der U20-Junioren-Weltmeisterschaft - 2008 All-Star-Team der U20-Junioren-Weltmeisterschaft - 2014 Bester Vorlagengeber der Olympischen Winterspiele |

## Karrierestatistik
Stand: Ende der Saison 2024/25

### International
Vertrat die USA bei:
| - World U-17 Hockey Challenge 2006 - U18-Junioren-Weltmeisterschaft 2006 - U20-Junioren-Weltmeisterschaft 2007 - U18-Junioren-Weltmeisterschaft 2007 - U20-Junioren-Weltmeisterschaft 2008 | - U20-Junioren-Weltmeisterschaft 2009 - Weltmeisterschaft 2011 - Olympischen Winterspiele 2014 - World Cup of Hockey 2016 - Weltmeisterschaft 2019 |

(Legende zur Spielerstatistik: Sp oder GP = absolvierte Spiele; T oder G = erzielte Tore; V oder A = erzielte Assists; Pkt oder Pts = erzielte Scorerpunkte; SM oder PIM = erhaltene Strafminuten; +/− = Plus/Minus-Bilanz; PP = erzielte Überzahltore; SH = erzielte Unterzahltore; GW = erzielte Siegtore; 1 Play-downs/Relegation; Kursiv: Statistik nicht vollständig)

## Familie
James van Riemsdyk hat zwei jüngere Brüder, die ebenfalls Eishockey spielen. Trevor van Riemsdyk steht bei den Washington Capitals unter Vertrag, während Brendan van Riemsdyk (* 1996) in der Saison 2021/22 erste Profispiele in der ECHL absolvierte.